# Anne Lynch Botta

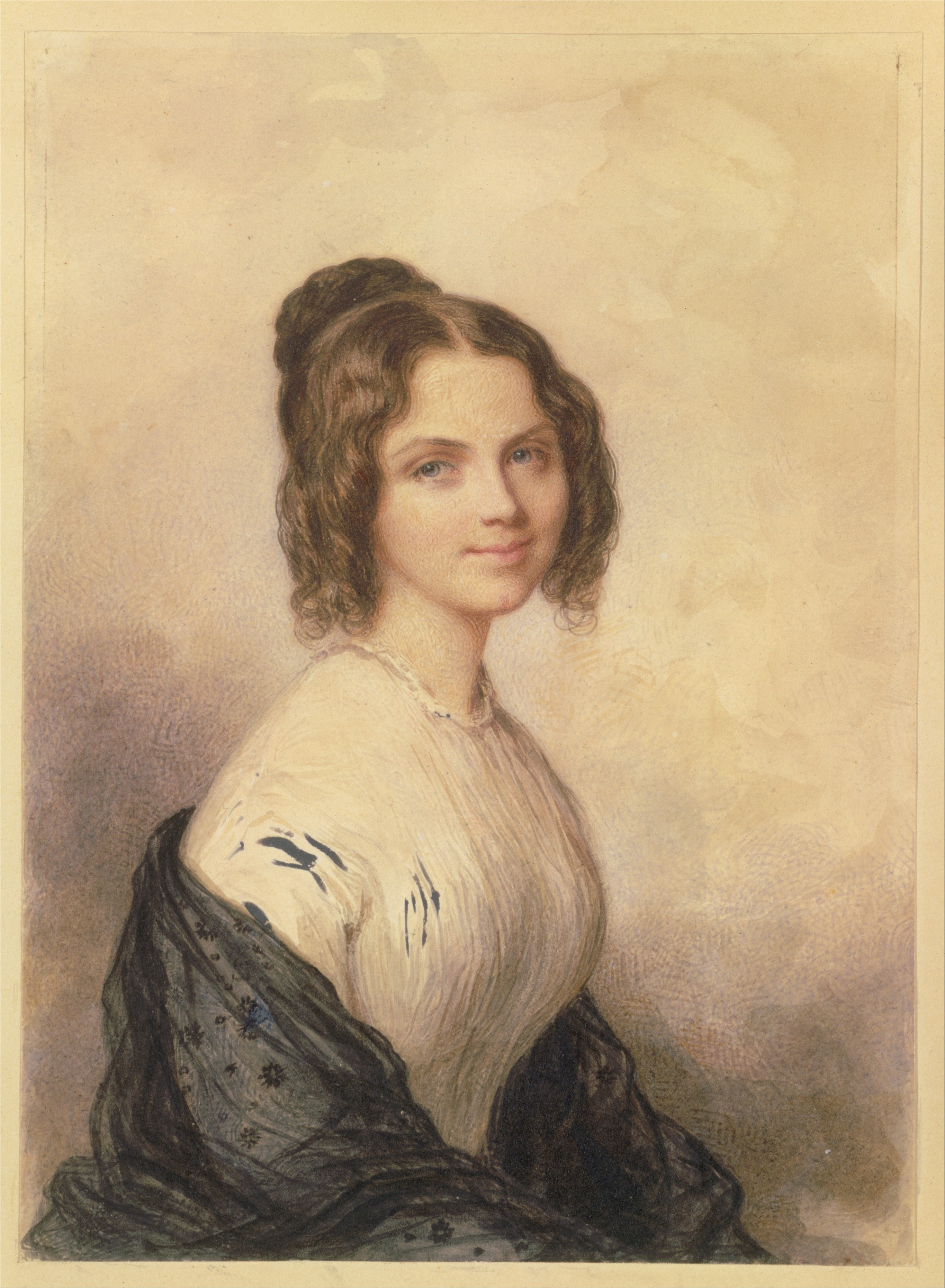
Anne C. Lynch Botta, Gemälde von Savinien Edme Dubourjal, ca. 1847

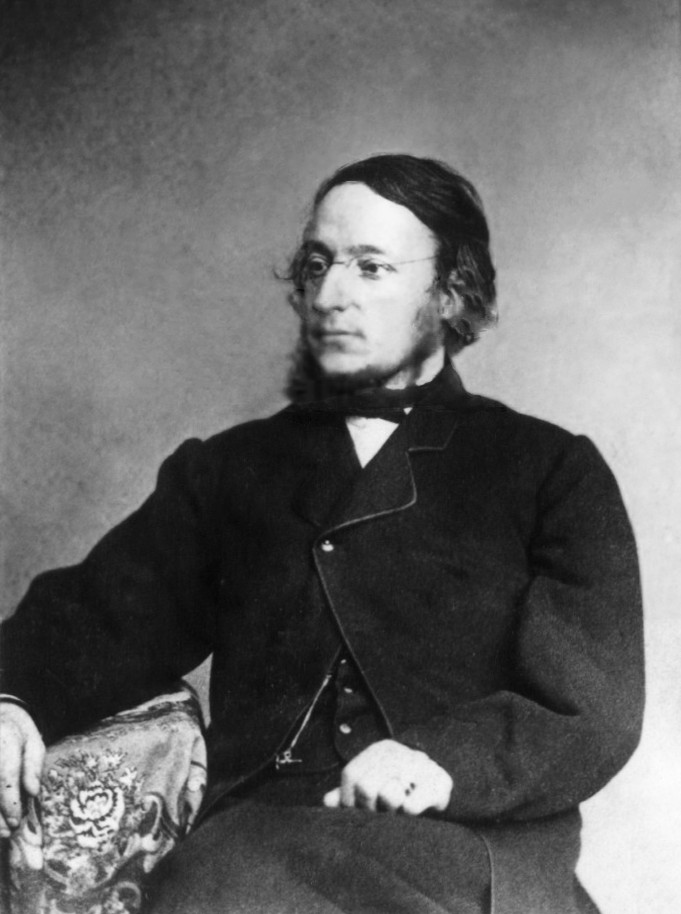
Vincenzo Botta, Fotografie, ca. 1860

Anne Charlotte Lynch Botta (* 11. November 1815 in Bennington, Vermont; † 23. März 1891 in New York City) war eine US-amerikanische Autorin, Dichterin, Lehrerin und Salonnière, deren Haus ein zentraler Treffpunkt der literarischen Elite ihrer Zeit war.

## Leben
Anne Charlotte Lynchs Vater war Patrick Lynch († 1819) aus Dublin, der an der Irischen Rebellion von 1798 teilgenommen hatte und dafür inhaftiert und anschließend aus Irland verbannt wurde. Im Alter von 18 Jahren kam er in die Vereinigten Staaten und gelangte schließlich nach Bennington, wo er einen Gemischtwarenladen eröffnete und seine zukünftige Frau Charlotte Gray (1789–1873), Tochter des Revolutionskriegsveteranen Oberstleutnant Ebenezer Gray (1743–1795), kennenlernte. Patrick Lynch und Charlotte Gray heirateten im Jahr 1812. Neben ihrer Tochter Anne hatten sie einen Sohn, Thomas Rawson Lynch (1813–1845).
Lynchs Vater starb 1819, als er vor der Küste von Port-au-Prince Schiffbruch erlitt. Nach dem Tod des Vaters zog die Familie nach Hartford, Connecticut, wo Anne und ihr Bruder auf die besten Schulen geschickt wurden. Im Alter von sechzehn Jahren wurde sie auf die Albany Female Academy geschickt, die sie 1834 mit Auszeichnung abschloss und an der sie einige Jahre als Lehrerin tätig war.
Im Jahr 1838 zog sie mit ihrer Mutter nach Providence, Rhode Island, wo sie weiterhin unterrichtete. Im Jahr 1841 gab sie The Rhode Island Book heraus, eine Sammlung von Gedichten und Versen der besten regionalen Schriftsteller jener Zeit, darunter zwei eigene Gedichte. Sie begann auch, diese Schriftsteller zu Abendempfängen in ihr Haus einzuladen. Im Jahr 1843 hieß es, dass „the very best literary society of Providence could be found in the parlor of Miss Lynch“.
1845 lernte Lynch die berühmte Schauspielerin Fanny Kemble kennen, die ihr sehr zugetan war und sie in einen größeren Kreis literarischer Freunde einführte. Im selben Jahr zog sie mit ihrer Mutter nach Manhattan. Sie begann, an der Brooklyn Academy for Young Ladies englische Komposition zu unterrichten; sie setzte ihre schriftstellerische Tätigkeit fort und wurde in Zeitschriften wie dem New-York Mirror, The Gift, The Diadem, Home Journal und der Democratic Review veröffentlicht.
In New York setzte sie auch ihre literarischen Empfänge fort, die sie jeden Samstagabend veranstaltete. Auf einem dieser Empfänge stellte sie der literarischen Gesellschaft von New York den unbekannten Edgar Allan Poe vor. Im Jahr 1848 wurde ihr Buch Poems bei George P. Putnam veröffentlicht. Edgar Allan Poe sagte über sie: „She is chivalric, self-sacrificing, equal to any fate, capable even of martyrdom, in whatever should seem to her a holy cause. She has a hobby, and this is, the idea of duty.“ Im Gegensatz zu anderen Salons, in denen es mehr darum ging, die New Yorker High Society zu sehen und gesehen zu werden, boten ihre Empfänge einen kreativen Raum, in dem sich Künstler treffen und zusammenarbeiten konnten. Man sagte über ihre Salons, dass niemand vernachlässigt oder wie eine Berühmtheit behandelt wurde, und jeder ging mit einem Gefühl der Anregung, Erfrischung und Freude nach Hause. Auf Mrs. Bottas Empfängen trafen sich jeden Samstagabend die bekanntesten Schriftsteller, Schauspieler und Künstler, neben Poe zum Beispiel Margaret Fuller, Ralph Waldo Emerson, Amos Bronson Alcott, Louisa May Alcott, Horace Greeley, Richard Henry Stoddard, Andrew Carnegie, Mary Mapes Dodge, Julia Ward Howe, Fitz-Greene Halleck, Delia Bacon, Grace Greenwood, Bayard Taylor, William Cullen Bryant, Helen Hunt Jackson, Fanny Kemble und Daniel Webster. Ihre Freundin Kate Sanborn begann ihre literarische Vortragskarriere auf diesen Empfängen. Ein Bostoner Schreiber äußerte: „It was not so much what Mrs. Botta did for literature with her own pen, as what she helped others to do, that will make her name a part of the literary history of the country.“
Anne Lynch lebte von 1850 bis 1853 in Washington, D.C., wo sie als persönliche Sekretärin von Senator Henry Clay arbeitete. 1853 reiste Lynch nach Europa, wo sie Vincenzo Botta kennenlernte, einen italienischen Philosophieprofessor in Turin. 1855 heirateten sie. Ein Freund berichtete über die Heirat: „It satisfied her judgement, pleased her fancy, and, above all, filled her heart.“
1860 veröffentlichte Botta das Handbook of Universal Literature, das kurze Beschreibungen von Autoren und deren Werken enthielt. Sie schrieb: „Dieses Werk wurde vor vielen Jahren als literarische Übung begonnen, um die persönlichen Bedürfnisse der Autorin zu befriedigen.“ Dieses Buch wurde als Lehrbuch in vielen Bildungseinrichtungen verwendet.
Sie war auch eine Bildhauerin von Porträtbüsten. Eine aus Marmor gefertigte Skulptur des an der New York University tätigen Juristen Charles Butler wurde der Universität gestiftet.
Botta starb im Alter von 75 Jahren an einer Lungenentzündung. Sie ist auf dem Woodlawn Cemetery in New York begraben.
Da sie sich immer weigerte, eine Autobiografie zu schreiben, sammelte ihr Ehemann nach ihrem Tod Korrespondenz, Gedichte und biografische Informationen und ließ 1893 ein Buch mit dem Titel Memoirs of Anne C. L. Botta: Written by Her Friends veröffentlichen.  Eines ihrer bemerkenswerten Vermächtnisse ist der von ihr gestiftete, mit 1.000 Dollar dotierte Preis der Académie Française für den besten Aufsatz zum Thema „The Condition of Woman“. Sie förderte auch die Gründung des Barnard College.
Ihr Nachlass, der insbesondere ihre Korrespondenz enthält, wird an der Brown University Library aufbewahrt.